# Ludvik Otrok
Ludvik Otrok, včasih tudi Ludvik III. ali Ludvik IV., je bil od leta 899 do svoje smrti  kralj Vzhodnofrankovske države, * 893, † 20./24. september 911.
Po letu 900 so ga priznali tudi kot kralja Lotaringije. Bil je zadnji vzhodnofrankovski vladar iz Karolinške dinastije. Na vzhodnofrankovskem prestolu je nasledil svojega očeta Arnulfa Koroškega, v Lotaringiji pa svojega nezakonskega polbrata  Zwentibolda. Na prestol je prišel s šestimi leti in vladal do svojega 17 ali 18. leta. Med njegovim vladanjem so njegovo državo pustošili vpadi Madžarov. 

## Življenje
Ludvik je bil rojen  v Altöttingu v vojvodini Bavarski. Bil je edini zakonski sin koroškega kralja Arnulfa in njegove žene Ote iz Konradinske dinastije. Imel je vsaj dva brata: starejšega Zwentibolda, ki je vladal Lotaringiji, in Ratolda, ki je kratek čas vladal Kraljevini Italiji. Ratoldova mati in njegovi rojstni podatki niso znani.

### Vzodna Frankovska
Za kralja je bil okronan v Forchheimu 4. februarja 900 kot najmlajši dokumentirani vzhodnofrankovski kralj. Bil je šibke postave in pogosto bolan, zato je bila, tudi zaradi njegove mladosti, oblast v rokah plemičev in škofov. 
Najvplivnejša Ludvikova svetovalca sta bila Hatto I., nadškof Mainza,  in Salomon III., škof Konstance. Prav ta dva sta zagotovila, da je kraljevo sodišče odločilo v korist Konradinov proti Babenberžanom v zadevi vojvodine Frankonije. Za vojvodo Frankonije so imenovali Ludvikovega nečaka Konrada. Leta 903 so bili v času Ludvikove vladavine razglašeni Raffelstettenski carinski predpisi, prvi carinski predpisi v vzhodnofrankovskem delu Evrope.

### Lotaringija
Brata Zwentibolda je nasledil leta 900 in ohranil ločeni državni pisarni za Vzhodno Frankovsko in Lotaringijo. Slednjo je vodil trierski  nadškof Radbod. Za vojvodo Lotaringije je imenoval Vzhodnega Franka Gebharda in s tem odtujil lotarinško plemstvo. Gebhard se ni udeleževal vzhodnofrankovskih državnih zborov.

### Invazije Madžarov
Leta 900 so Madžari opustošili Bavarsko. Drugo skupino Madžarov sta porazila bavarski mejni grof Luitpold in passauski škof Richer. Leta 901 so Madžari opustošili vojvodino Koroško. Leta 904 je Ludvik na pogajanja povabil madžarskega kendeja Kurszána in nato pobil njegovo delegacijo . Leta 906 so Madžari dvakrat opustošili vojvodino Saško. Leta 907 so Bavarcem, ki so vdrli na Ogrsko, zadali hud poraz in v bitki pri Bratislavi ubili mejnega grofa Luitpolda in številne visoke plemiče. Naslednje leto sta bili na vrsti Saška in Turingija, leta 909 pa še Alemanija. Ko so se Madžari vračali s pohoda, jih je bavarski vojvoda Arnulf porazil na reki Rott, nato pa so oni leta 910 v bitki pri Augsburgu porazili vojsko Ludvika Otroka. Ko je Ludvik odrasel, je samposkušal prevzeti nekaj vojaškega nadzora, vendar je imel proti Madžarom malo uspeha. Njegova vojska je bila leta 907 pri Ennsburgu povsem uničena.

### Smrt in nasledstvo
V stanju obupa, ki ga je verjetno povzročila globoka depresija, je Ludvik umrl v Frankfurtu ob Majni 20. ali 24. septembra 911, star sedemnajst ali osemnajst let. Pokopan je bil  v samostanu svetega Emerama v Regensburgu, kjer je bil pokopan tudi njegov oče Arnulf. Njegova smrt je pomenila konec vzhodne veje Karolinške dinastije.
Leta 911 so vojvode Vzhodne Frankovske za kralja izvolili Konrada Frankonskega, medtem ko so plemiči Lotaringije za svojega kralja izvolili Karolinga Karla Preprostega, ki je že bil kralj Zahodne frankovske države.